# Улица Карла Маркса (Тихвин)
Улица Карла Маркса — центральная улица города Тихвина. Пролегает через центральные городские площади: площадь Свободы со Спасо-Преображенским собором и площадь Мерецкова со стелой «Город воинской славы».
Ранее называлась Екатерининской. Ведь именно Екатерина II даровала Тихвину статус города и герб, который используется до сих пор.
В 2022 году поднимался вопрос о переименовании части улицы обратно в Екатерининскую.